# 1,2,3,4-tetracloro-esafluorobutano
L'1,2,3,4-tetracloro-esafluorobutano è un idrocarburo completamente alogenato del gruppo dei freon (CFC), avente formula molecolare C4Cl4F6.
A temperatura ambiente si presenta come un liquido incolore dall'odore dolciastro. Può essere usato come intermedio per la sintesi di altri composti chimici (ad esempio l'esafluoro-1,3-butadiene) oppure come solvente al posto del freon-113.

## Produzione
- Può essere sintetizzato a partire dall'1,2,3,4-tetraclorobutano mediante fluorurazione diretta;[3] l'1,2,3,4-tetraclorobutano di partenza è un sottoprodotto proveniente dalla clorurazione dell'1,3-butadiene. Il prodotto principale del processo, ovvero la monoaddizione di cloro all'1,3-butadiene, viene usato per la produzione di neoprene.
CH2=CH-CH=CH2 + 2 Cl2 → ClCH2(CHCl)2CH2Cl
ClCH2(CHCl)2CH2Cl + 6 F2 → C4F6Cl4 + 6 HF

- Può essere ottenuto anche per addizione di fluoruro di cloro all'1,2,3,4-tetraclorobutadiene[4]:
CHCl=CCl-CCl=CHCl + ClF → C4F6Cl4

- Un'altra via sintetica parte dall'1,2-dicloro-1,1,2-trifluoro-2-iodoetano mediante coupling o dealogenazione riduttiva;[5][6] l'intermedio 1,2-dicloro-1,1,2-trifluoro-2-iodoetano può essere preparato per addizione di monocloruro di iodio al cloro-trifluoroetilene.[7]
CF2-CFCl + ICl → ICFCl-CF2Cl
2 ICFCl-CF2Cl → C4F6Cl4

- Può essere prodotto nella fluorurazione dell'1,2-difluoro-1,2-dicloroetilene;[8] non sono tuttavia riportati metodi industriali che seguono questa via sintetica.[9]
2 CFCl=CFCl + F2 → C4F6Cl4

- In maniera simile è possibile partire dalla fluorurazione della trielina[10] e operare alogenazioni e dealogenazioni successive:
2 CHCl=CCl2 + F2 → C4F2Cl6H2
C4F2Cl6H2 → CFCl=CCl-CCl=CFCl
CFCl=CCl-CCl=CFCl + F2 → C4F6Cl4

- Sempre a partire dall'1,2-difluoro-1,2-dicloroetilene mediante coupling e alogenazioni successive[11] con cloro e antimonio-trifluoro-dicloruro:[9]
2 CFCl=CFCl → CFCl=CF-CFCl-CFCl2
CFCl=CF-CFCl-CFCl2 + Cl2 → CFCl2CFCl-CFCl-CFCl2
CFCl2CFCl-CFCl-CFCl2 + SbF3Cl2 → C4F6Cl4

- È possibile partire dal cloro-trifluoro-etilene e arrivare al prodotto finale in due step; nella prima reazione si sintetizza il 1,2-dicloro-1,2,2-trifluoro-iodoetano il quale viene sottoposto a coupling riduttivo con mercurio.[12]
CF2=CFCl +ICl → CF2Cl-CFClI
CF2Cl-CFClI + Hg → C4F6Cl4 + HgI2

- Sempre dal cloro-trifluoro-etilene passando tramite 3,4-dicloro-esafluoro-butene[13] o tramite esafluoro-ciclobutene:[14][15]
2 CF2=CFCl  → CF2=CF-CFCl-CF2Cl
CF2=CF-CFCl-CF2Cl + Cl2 → C4F6Cl4
2 CF2=CFCl  → c-(-CF2-CF2-CFCl-CFCl-) → c-(-CF2-CF2-CF=CF-)
c-(-CF2-CF2-CF=CF-) +H2 → CF2H-CFH-CFH-CF2H
CF2H-CFH-CFH-CF2H + Cl2 → C4F6Cl4